# To the Beginning
To the beginning è un brano musicale del gruppo musicale giapponese Kalafina, pubblicato come loro decimo singolo il 18 aprile 2012. Il singolo ha raggiunto la undicesima posizione della classifica Oricon dei singoli più venduti in Giappone, vendendo 41 885 copie. Il brano è stato utilizzato come sigla di apertura della seconda stagione della serie televisiva anime Fate/Zero.

## Tracce
CD Singolo SECL-1092
1. To the beginning
2. Manten (満天)
3. To the beginning ~instrumental~

## Classifiche
| Classifica (2012) | Posizione più alta |
| ----------------- | ------------------ |
| Giappone (Oricon) | 11                 |